# Гаргула, Лукаш
Лу́каш Гаргу́ла (пол. Łukasz Garguła; 25 февраля 1981, Жагань, Польша) — польский футболист, игравший на позиции полузащитника. Участник чемпионата Европы 2008 года в составе национальной сборной Польши.

## Биография

### Клубная карьера
Выступал за молодёжные команды «Пяст» (Илова) и СМС (Вроцлав).
Начал профессиональную карьеру в клубе «Поляр» из Вроцлава. Летом 2002 года перешёл в «Белхатув» за 115 тысяч евро. В команде во Второй лиге Польши дебютировал 3 августа 2002 года в выездном матче против «Свиты» из Новы-Двур-Мазовецки (2:1). В сезоне 2004/05 вместе с командой занял 2 место во Второй лиге, уступив «Короне», и вышел в Экстраклассу. В Экстраклассе дебютировал 26 июля 2005 года в матче против «Гурника» из Забже (0:0). В сезоне 2007/08 вместе с командой занял второе место в чемпионате Польши, уступив любинскому «Заглембе» одно очко. В Кубке Экстраклассы «Белхатув» дошёл до финала, где проиграл «Дискоболии» (0:1), в Суперкубке «Белхатув» проиграл «Заглембе» (1:0). 30 августа 2007 года дебютировал в еврокубках в матче квалификации Кубка УЕФА против днепропетровского «Днепра» (2:4).
В январе 2009 года подписал пятилетний контракт с краковской «Вислой», но в клуб смог перейти только летом. Его зарплата в «Висле» стала 350 тысяч евро в год, что стало рекордной суммой для польского футбола. В команде дебютировал 30 октября 2009 года в матче против «Короны» (2:3), Гаргула вышел на 76 минуте вместо Войцеха Лободзиньского.

### Карьера в сборной
Выступал за молодёжную сборную Польши до 21 года и сборную Польши В. В национальной сборной Польши дебютировал 2 сентября 2006 года в матче квалификации чемпионата Европы 2008 в Австрии и Швейцарии против Финляндии (1:3), Гаргула вышел на 74 минуте вместо Томаша Франковского.
В составе сборной Польши успешно прошёл квалификацию к чемпионату Европы 2008. Тогда Польша заняла 1 место, обогнав такие сборные как: Португалия, Сербия, Финляндия и Бельгия. На самом чемпионате Европы Польша заняла последние место в группе В, уступив Австрии, Германии и Хорватии. На самом Евро Гаргула не сыграл, также как и Михал Паздан.

## Достижения
- Чемпион Польши (1): 2010/11
- Серебряный призёр чемпионата Польши (1): 2007/08
- Серебряный призёр Первой лиги Польши (1): 2004/05
- Финалист Кубка Экстраклассы (1): 2007/08